# 카를로스 비야누에바
카를로스 마누엘 비야누에바 파울리노(Carlos Manuel Villanueva Paulino, 1983년 11월 28일 ~ )는 도미니카 공화국의 전 야구 선수이다.

## 미국 프로야구 시절
2006년 밀워키 브루어스에 입단했다.

## 한국 프로야구 시절

### 한화 이글스시절
2017년 2월, 총액 150만 달러에 에릭 서캠프의 대체 용병으로 입단했다.

#### 벤치클리어링
2017년 5월 21일 삼성 라이온즈와 한화 이글스의 경기에서 삼성 라이온즈의 선발 투수 윤성환이 타석에 들어서 있던 한화 이글스의 김태균에게 몸에 맞는 볼을 던졌다. 이에 화가 난 김태균이 잠시 윤성환을 노려보며 2분간 대립되다가, 대립이 끝나고 다시 경기가 재개되었다. 그런데 윤성환이 다음 타자 윌린 로사리오에게도 몸에 맞는 볼을 던지자, 윌린 로사리오는 그 자리에서 배트를 땅바닥에 집어 던졌고 양 팀 선수와 코치들이 더그아웃에서 뛰어나와 격한 벤치클리어링이 일어났다. 이 상황에서 더그아웃에 대기하고 있다가 같이 뛰어나온 그는 재크 페트릭 선수에게 매우 심한 폭력을 행사하였고, 결국 벤치클리어링이 지속되다가 삼성 라이온즈의 선발 윤성환과 한화 이글스의 선발 투수인 그가 동시에 강제 퇴장 당하는 초유의 사태가 벌어졌다. 이 격한 벤치클리어링으로 인해 삼성 라이온즈에서는 선발투수 윤성환, 용병투수 재크 페트릭과 강봉규, 김재걸 코치가 강제 퇴장, 한화 이글스에서는 그와 함께 폭력을 행사한 정현석까지 두 선수가 강제 퇴장 당했다. 퇴장 사유는 삼성 라이온즈 선발 윤성환은 빈볼 투구, 재크 페트릭과 김재걸, 강봉규 코치는 폭력 행사, 한화 이글스의 그와 정현석은 폭력 행사가 퇴장 사유라고 밝혔다. 이에 KBO는 5월 23일에 상벌위원회를 열었고 그는 윤성환과 함께 6경기 출장 정지, 그와 함께 폭력에 가담한 정현석에게는 5경기 출장 정지, 그리고 폭력에 가담한 삼성 라이온즈의 강봉규, 김재걸 코치에게도 5경기 출장 정지 징계가 내려졌다.